# Najm oud-Dine Bammate
Najm Oud-din Bammate (Paris, 8 décembre 1922 - Montreuil, 16 janvier 1985) est un intellectuel, écrivain, linguiste et islamologue franco-afghan d'origine koumyk.

## Haïdar, du Caucase à Paris
Najm Oud-Din Bammate naît le 8 décembre 1922 à Paris, en exil, d’un père Koumyk, Haïdar Bammate (né à Temir Khan Choura au Caucase Nord en 1890 et mort à Paris en 1965), ministre des affaires étrangères de la éphémère République du Caucase du Nord (1918-1920), et d'une mère appartenant à une famille Tchétchène, Zeynab Tchermoeff, nièces du Premier Ministre de la République, Tapa Tchermoeff.
Haïdar Bammate fit des études de droit à Saint-Pétersbourg et étudia diverses langues occidentales dont le français par lequel il publia de nombreux articles en Suisse et en France, dès son installation à Paris au début des années 1920. Ces écrits témoignent tout autant de l'influence de l'enseignement soufi que du djadidisme dont les thèses réformistes furent développées par des rénovateurs comme le théologien historien d'origine tatar Shihabeddin Marjani (1818-1889). Une pensée qui s’orientait vers des adaptations de l'enseignement religieux musulman, du statut de la femme, vers la maîtrise des méthodes et des techniques occidentales dans le maintien de l'éthique de l'islam, vers la réforme du califat ottoman par la démocratisation de la vie politique, etc.
En raison de ses liens privilégiés avec la monarchie afghane, Haïdar Bammate en acquis la nationalité (1922) et devint ambassadeur d'Afghanistan à Paris et à Berne. Il fut également, sous le pseudonyme de Georges Rivoire, l'auteur de plusieurs publications dont Apport des musulmans à la civilisation, et Visages de l'islam, en 1947, dans lequel son fils rédigea le chapitre sur les arts.

## Une grande figure de l'Islam contemporain
Fort de cet héritage et de cette éducation, Najm Oud-din Bammate se lança dans plusieurs formations : le droit romain à Lausanne (où il soutiendra une thèse sur l'"Origine et Nature du Legs Sinendi Modo"), les cours de Louis Massignon à Paris, la théologie musulmane à al-Azhar, les sciences sociales à Cambridge et à Paris, tout en s'initiant en parallèle à une quinzaine de langues. Durant son séjour au Caire il rendit visite à René Guénon dont son père lui avait offert Le Symbolisme de la Croix alors qu’il était encore enfant, ouvrage qui l'avait profondément marqué.
En 1947, il est nommé délégué de l'Afghanistan à l'ONU et intègre l'Unesco au sein de laquelle il sera le coordinateur du projet « Orient-Occident » en 1958. Il y occupera plusieurs postes jusqu'en 1979, quand il deviendra conseiller spécial auprès du sous-directeur général pour la culture et la communication. Les promoteurs des dialogues inter religieux le solliciteront beaucoup et il se joindra également à de nombreuses réunions internationales interculturelles. Ami de Jacques Berque, il partageait ses conceptions sur la nécessité de concilier dans l'islam « l'authenticité et la modernité ». Il était également très attaché à l'organisation de causeries  sur l'islam dans les maisons des jeunes et de culture de la banlieue parisienne ou dans des salles de prière de province. Professeur d'islamologie à l'université de Paris-VII au milieu des années 1970, après le départ de Vincent Monteil, il s'occupa également à partir de 1983, à la demande de Berque, de l'émission télévisée islamique dominicale. Il enregistra plusieurs émissions pour France Culture en collaboration avec Eva de Vitray-Meyerovitch, spécialiste de Jalâl ud Dîn Rûmî et du soufisme. Au début des années 1980, l'Université de Paris VII le nomme professeur.
Ses interventions mêlant clairvoyance, reconnaissance et équilibre contribuèrent à répandre une conception élevée, ouverte et nuancée de l'islam. Ainsi que l'écrit Jean d'Ormesson dans une préface à la publication de certaines des conférences de Bammate : "Il était éblouissant. Tous ceux qui l'ont rencontré, ne fût-ce qu'une fois, ont été sous le charme de son savoir et de son talent". Son discours, empli de spiritualité, tourné vers l’universel, visait à déborder les frontières confessionnelles ou politiques. Sa vision de l’islam se fondait sur une vérité intérieure dont le support et le point d'équilibre correspondaient d’ailleurs à la notion de secret spirituel (Sirr)  dont il pensait que la civilisation musulmane a permis la projection extérieure sur les plans éthique et esthétique, mais aussi technique. D'où, selon lui, les possibilités qu’avait cet islam de s’adapter à la modernité.
Najm Oud Din Bammate est mort le 16 janvier 1985 à Montreuil, dans le métro parisien.

## Ouvrages, travaux, directions, participations[9]

### Auteur
- Origine et nature du legs : 'sinendi modo', Lausanne, Librairie de droit F. Roth & Cie, 1947.
- L'Islam et l'Etat, Paris, 1956.
- L’Islam en Côte d’Ivoire et les pèlerins ivoiriens, Ibrahim Haïdara ; sous la direction de Nadjm-Oud-Dine Bammate, 1985.
- Et l'oiseau lui-même en étendant ses ailes... , préf. de Denise Barrat, 1985.
- Cités d'Islam, Paris, Arthaud, 1987.
- L' Islam et l'Occident : dialogues, préf. de Jean d'Ormesson ; av.-pr. de Joseph Ki-Zerbo, Vernon : C. Destremau , 2000.

### Préfacier, collaborateur
- L'Orient dans un miroir, Roland et Sabrina Michaud ; Présentation de Nadjm Oud-Dine Bammate / 1ère éd. brochée / Paris : Hachette , cop. 1983.
- La Mecque et Médine aujourd'hui, Hamza Kai͏̈di ; avec la collaboration de Nadjm Oud-Dine Bammate et El Hachemi Tidjani, Paris : Éditions J.A , 1980.

### Directeur de thèse
- Le Corps dans la "civilisation traditionnelle" du Maghreb, Malek Chebel ; sous la dir. de Bammate / Paris : Paris 7 , 1982.
- Loi et pratiques religieuses et familiales du monde musulman, Monique Chalouah Gilbert / [S.l.] : [s.n.] , 1980.
- Les références au Coran et au Hadīth dans l'oeuvre d'Ibn Khaldūn : étude sur son utilisation des sources scripturales, El-Rifai Kamel, 1979.
- Réalités socio-culturelles de la vie dans les poèmes populaires en Iran : étude des poèmes populaires du Sīstān, Issa Nicoukar ; sous la direction de Nadjim Uddine Bammate, 1979.
- La conception de la raison et du cœur dans le Coran et la tradition musulmane, Ali El-Jouzou ; sous la direction de Nadjm oud-dine Bammate, 1978.